# Villa Markelius, Nockeby

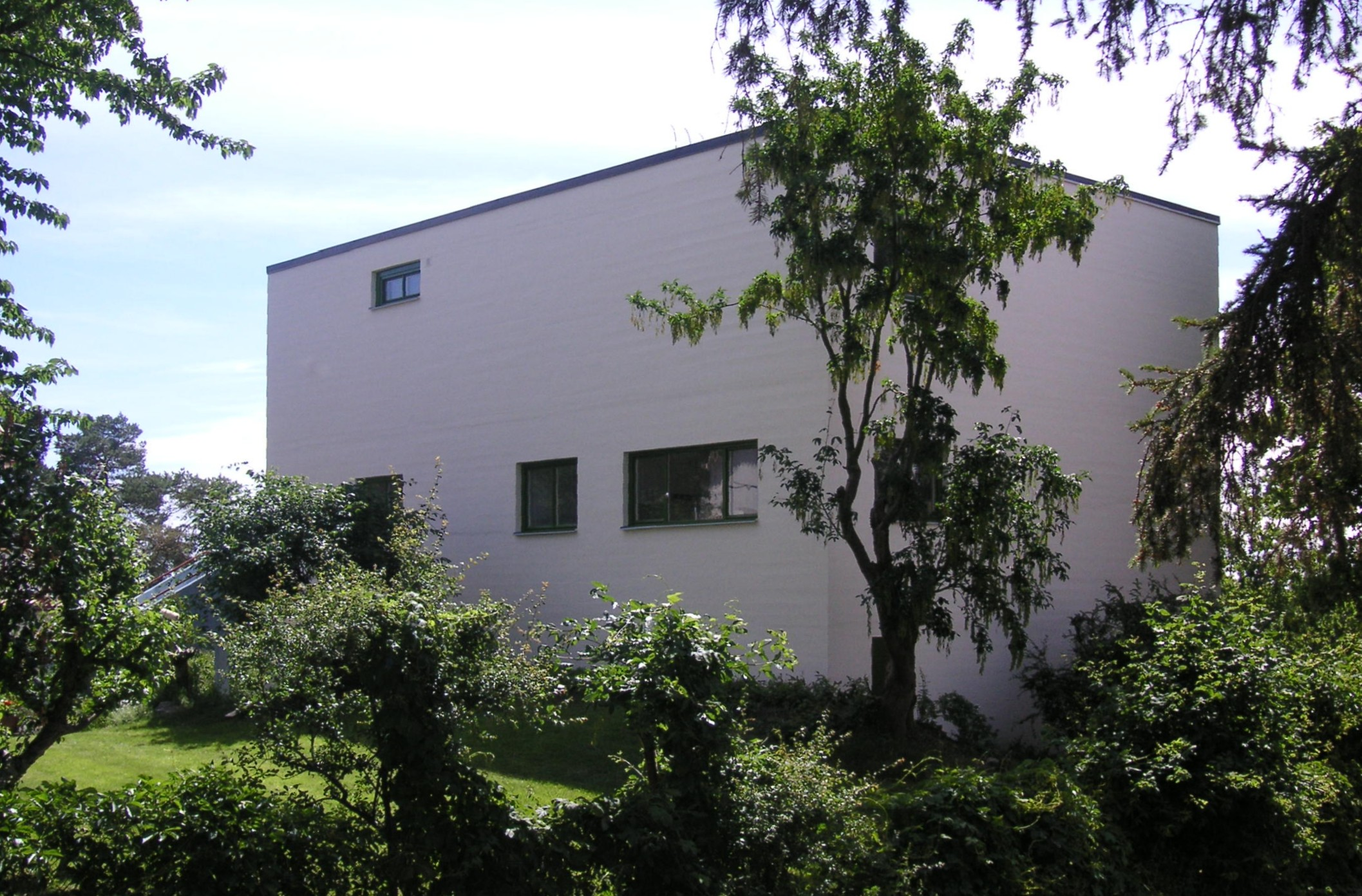
Villa Markelius, fasad mot gatan vid Grönviksvägen 133, 2008.

Villa Markelius i Nockeby var arkitekt Sven Markelius eget hem åren 1930-1938 och som låg vid Grönviksvägen 133 i stadsdelen Bromma, i västra Stockholm. Villan byggdes i funktionalistisk stil.
Markelius egen villa, som byggdes 1930 i Nockeby, var ett experiment. Byggnaden göts i armerad betong med korkisolering på insidan. Villa Markelius i Nockeby har de för funktionalismen typiska dragen, nämligen oornamenterade, slätputsade, ljusa fasader, långa fönsterband, platta tak, kubiska och halvcylinderformiga volymer och så vidare i en välbalanserad harmonisk helhet.
Som utgångspunkt för byggnadernas utformning i funktionalismens program låg också tankar på ett rationaliserat och därmed förbilligat byggande. Standardiseringskommissionen hade börjat sitt arbete med frågor kring rationalisering, standardisering och köksutformning redan 1919. Från 1920 var Markelius föreståndare för kommissionens ritkontor för byggnadssnickerier. Han bidrog också med ett modellkök i 1928 års Bygge och Bo-utställning, en organisation som arrangerade bostadsutställningar under 1920-talet.
Efter att ha prövat boendet i flerfamiljshus några år i Kollektivhuset, John Ericssonsgatan på Kungsholmen byggde Markelius 1945 ytterligare en villa, åt sig själv och familjen, denna gång vid Kevinge strand i Danderyd, (Villa Markelius, Danderyd, se nedan). Båda villorna rönte stor internationell uppmärksamhet bland arkitekter.
Sven Markelius var också arkitekt till Villa Myrdal i stadsdelen Stora Mossen, även den villan i Bromma (Villa Myrdal, se nedan), och som ritades 1937 för de goda vännerna makarna Alva och Gunnar Myrdal i Markelius typiska funktionalistiska stil.

## Brommavillan

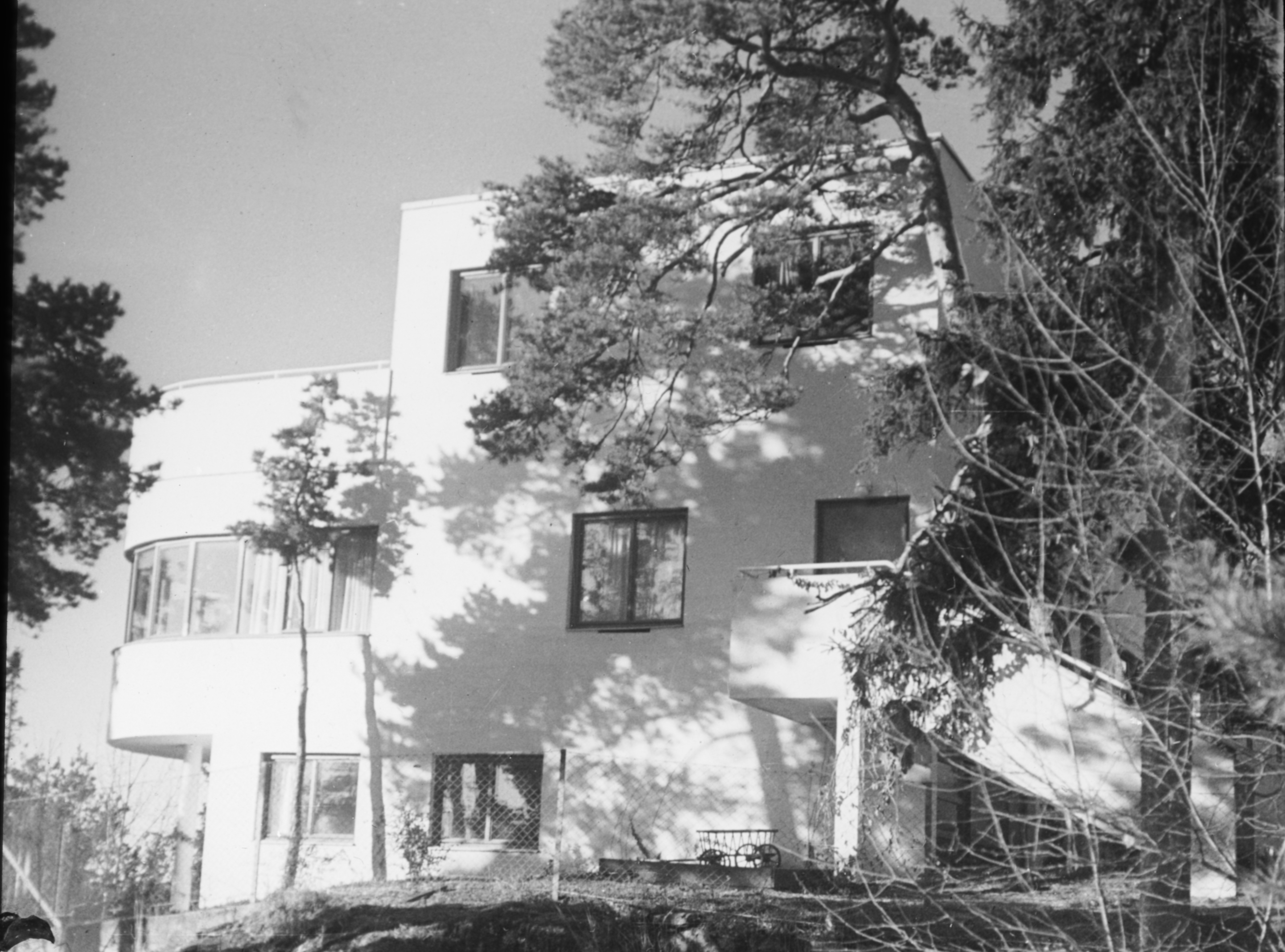
Villa Markelius 1930 med Kommandobryggan till vänster.

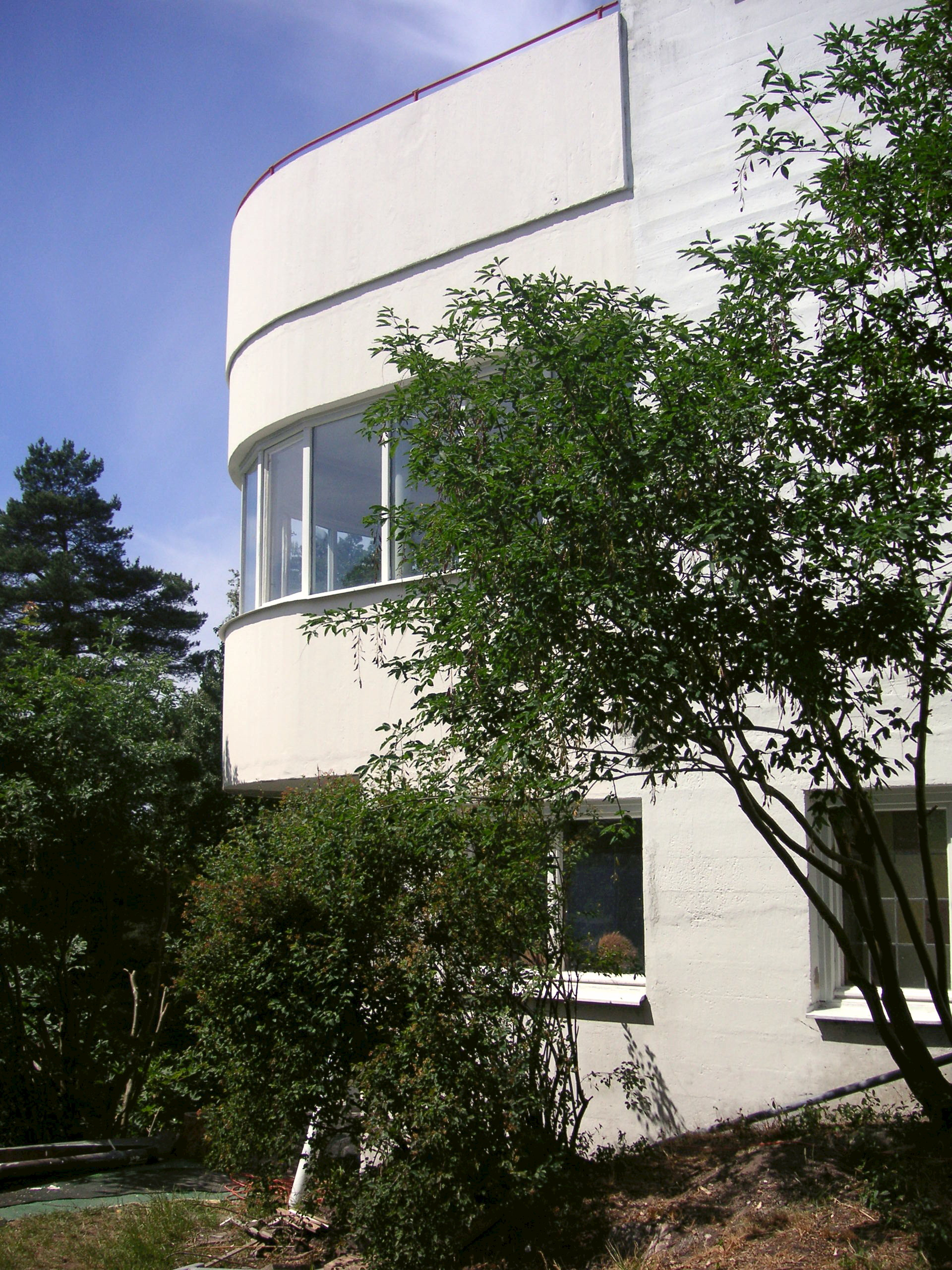
"Kommandobryggan" 2008.

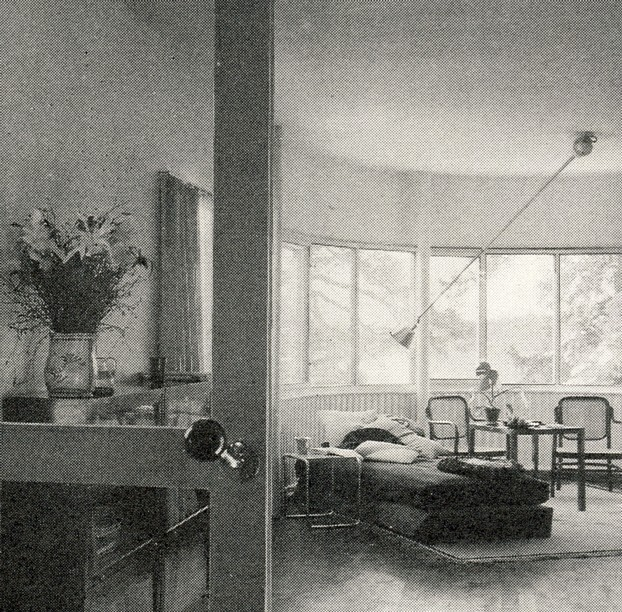
Vardagsrummet 1930.

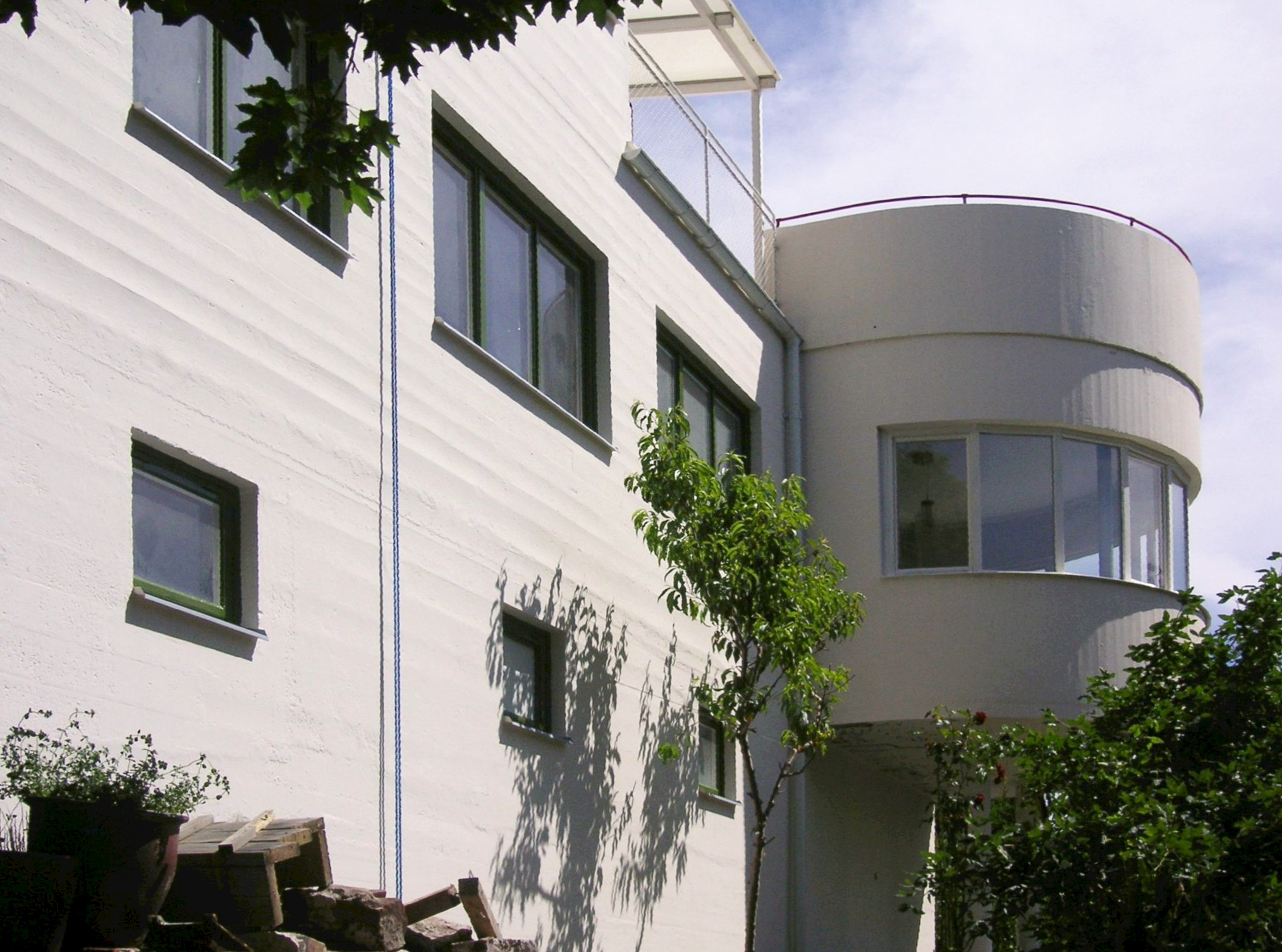
Fasad mot sjösidan vid Mälaren 2008.

Den vitmålade, Le Corbusier-inspirerade "Villa Markelius" ligger på en klippavsats högt över Mälaren. Mot gatan är huset tillsluten och avvisande, men på baksidan öppnar det sig mot vattnet och utsikten. Dominerande är en halvrund absid på pelare som sticker ut från baksidan likt en kommandobrygga på ett fartyg. Denna byggnadsdel är omgiven av ett sammanhängande fönsterband och innehåller vardagsrummet samt i övre våningsplan en stor takterrass. 
Bottenvåningen nås via en fribärande betongtrappa. Här finns förutom vardagsrummet, tre sovrum, kök samt WC och Bad för gäster. I vardagsrummets inre hörn finns en halvrund, fönsterlös matplats som kan avskiljas med ett draperi. I övre våningen grupperar sig ett stort allrum, badrummet och två sovrum kring en gemensam, möblerbar hall. Stora fönsterdörrar leder ut till takterrassen. Gracila, målade stålpelare bär upp vardagsrummets tak och naturträ eller målade detaljer ger rummen sin identitet.  Någon större trädgård har huset inte, utan takterrassen blev den klara uteplatsen. Naturen skall njutas som utsikt, menade Markelius och sköt huset så nära bergskanten som möjligt.
Huset är fullt av Markelius små finurliga idéer. I barnkammaren är väggens nedre del lackerad med svart skoltavellack och fungerar så som en svart tavla att rita på. I köket har sopnedkast och strykbrädan fällts in i väggen, i hallen finns en ribbstol för gymnastiska övningar och ytterligare en svart tavla för husherrens plötsliga inspiration. Även husets konstruktion är ett experiment. Hela byggnaden är gjuten i armerad betong med en invändig korkisolering. Det skapade många köldbryggor, en tveksam konstruktionslösning för ett hus i Sveriges hårda klimat.
Nockebyvillan var tillsammans med Helsingborgs konserthus det första av Markelius verk som presenterades i internationella arkitektur-tidskrifter. 1931 publicerade New York Magazine Markelius’ villa tillsammans med Frank Lloyd Wrights hus under rubriken ”Arkitektens eget hem”. Samma år kritiserade Dagens Nyheter huset med orden ”för mycket saklighet och för lite romantik”. 
"Villa Markelius" blev till en träffpunkt för utländska arkitektkollegor. Här bodde Alvar Aalto och hit tog Markelius sin stora förebild Le Corbusier, när denne var på Stockholmsbesök 1933. Redan 1938 sålde Markelius sin villa efter skilsmässan från Viola Wahlstedt och flyttade till kollektivhuset på Kungsholmen i Stockholm.

## Danderydvillan
År 1945 byggde Markelius ytterligare en villa åt sig själv vid Kevinge strand i Danderyd. Den 230 m² stora enplansvillan var ett montagebygge med prefabricerade träelement, som Markelius kallade "systemhuset" och liknade inte alls betong-villan i Bromma. Här fanns även en stor trädgård och en damm att bada i. Huset blev till en regelrätt vallfartsort för utländska och inhemska arkitekter. Fotografier av Kevingehust med sin trädgård prydde många utländska arkitekturtidskrifter och blev symbolen för den svenska efterkrigsarkitekturen, ”The new Empiricism, Sweden’s latest syle” (Architectural Review).